# Dražen Kovačević
Dražen Kovačević, né le 20 octobre 1974 à Zagreb en Yougoslavie, est un dessinateur, notamment de bandes dessinées et peintre.

## Biographie
Dražen Kovačević étudie aux Arts Appliqués de Belgrade en Serbie.
Il dessine notamment les séries La Roue, La Meute de l'enfer, L' Épée de Feu, Walkyrie…